# Рамонда (песма)
Рамонда је песма певачице Teya Dora, која се такмичила на националном такмичењу Песма за Евровизију ’24 и однела победу, те је представљала Србију на Песми Евровизије 2024. у Шведској.

## Песма за Евровизију ’24
У децембру 2023. године објављена листа учесника фестивала Песма за Евровизију ’24, међу којима је била и Teya Dora.
Дана 25. јануара 2024, песма Рамонда је објављена, заједно са свим другим песмама Песме за Евровизију ’24. Текст песме потписују Теодора Павловска (Teya Dora) и Лука Јовановић (Luxonee), а музику и аранжман потписују Теодора Павловска и Андријано Кадовић (Ајзи).
Песма је у финалу такмичења заузела прво место, победивши у гласању жирија и завршивши друга у гласању публике. Представљаће Србију на Песми Евровизије 2024. у Малмеу.

## Пријем
На сајту EurovisionWorld, фанови Песме Евровизије су изгласали песму Рамонда за песму која треба да победи на Песми за Евровизију. Песма је описана као „магична успаванка”. Песма је дан после победе на Песми за Евровизију достигла треће место на Genius лествици најтраженијих речи песама.

## Топ-листe
| Листа                | Највиша позиција |
| -------------------- | ---------------- |
| Хрватска (Billboard) | 19               |
| Литванија (AGATA)    | 66               |